# Jefe de Administración Civil

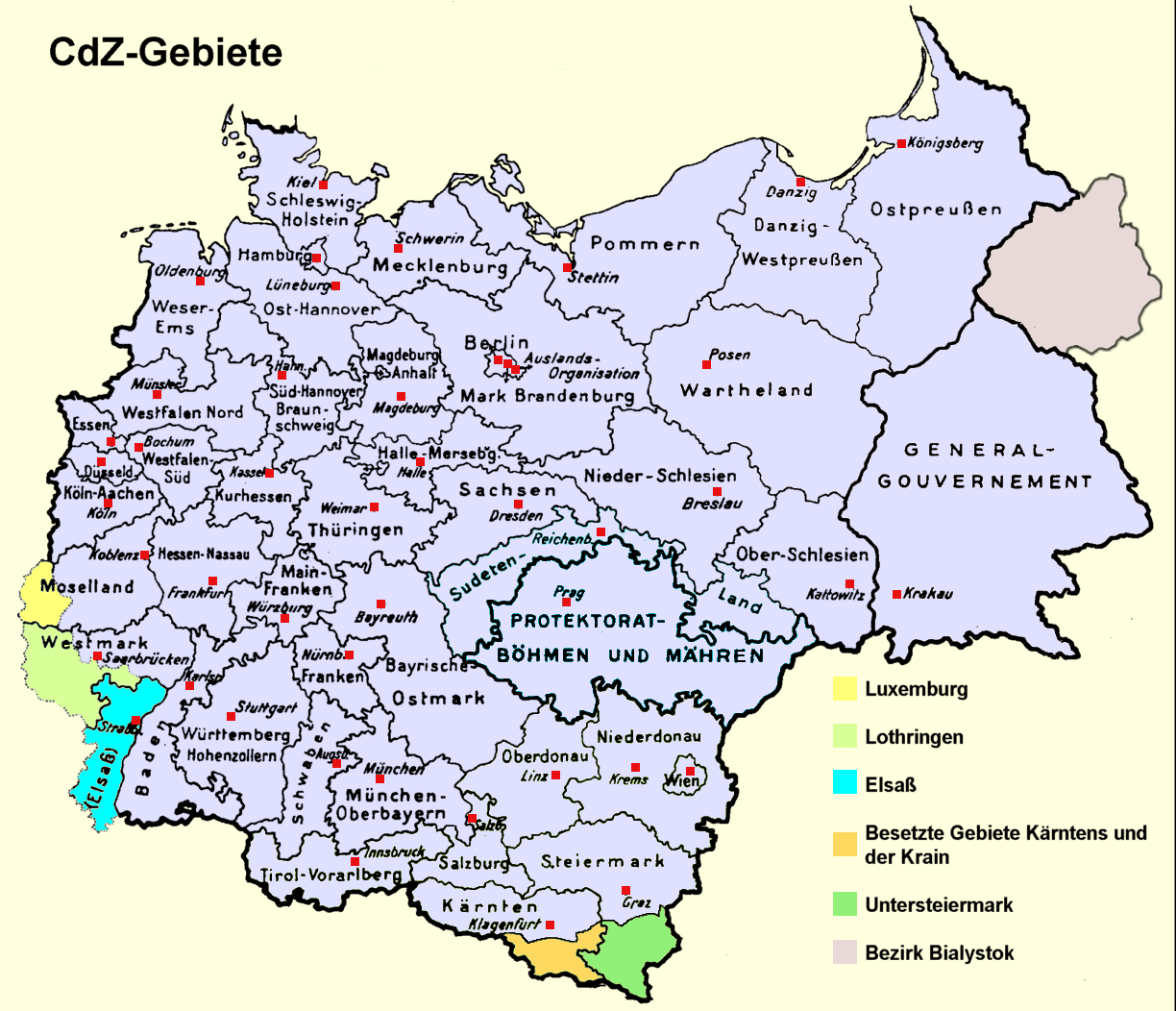
El Tercer Reich en 1941, las áreas del CdZ están marcadas en color.

El Jefe de Administración Civil (en alemán: Chef der Zivilverwaltung, CdZ) fue una oficina introducida en la Alemania nazi, que estuvo operativa durante la Segunda Guerra Mundial. Su tarea era administrar los asuntos civiles de acuerdo con la ley de ocupación, con el objetivo principal de ser el apoyo del mando militar en las áreas operativas del ejército alemán. El CdZ pasaría su autoridad a un gobierno civil correspondiente después de que el territorio en cuestión pasara a ser la retaguardia de las fuerzas armadas operativas.

## Responsabilidad
Según la ley alemana, todos los poderes ejecutivos en las áreas de despliegue pasaron a la Wehrmacht. Con un entrenamiento excesivo e incapaz de construir una administración civil, el Alto Mando del Ejército alemán voluntariamente puso estas tareas en el CdZ. En su calidad de gobernador o Reichsstatthalter, la oficina estaba bajo la autoridad del Ministerio del Interior del Reich, pero operativamente el CdZ estaba bajo el mando del jefe del ejército alemán y, en última instancia, de Adolf Hitler como comandante supremo. Hitler generalmente interfirió en las políticas domésticas de los territorios ocupados, otorgando poderes ilimitados a los escuadrones de la Sicherheitsdienst y las SS bajo el mando de Heinrich Himmler.

## Administraciones
Varias divisiones administrativas bajo la autoridad de un Jefe de la Administración Civil fueron designadas oficialmente como CdZ-Gebiete (Áreas CdZ, Jefe de los Territorios de la Administración Civil):
- Varias organizaciones del CdZ se establecieron después de la ocupación de los territorios de los Sudetes Checoslovacos desde el 1 de octubre de 1938. Sin embargo, estas instituciones fracasaron y fueron rápidamente reemplazadas por el gobierno de Konrad Henlein, quien fue nombrado Reichskommissar el 21 de octubre. Además, el CdZ ofició durante la invasión alemana hasta el nombramiento de Konstantin von Neurath como Protectorado del Reich de Bohemia y Moravia en marzo de 1939.
- Después de la invasión de Polonia en 1939, Hitler nombró al Gauleiter nazi Albert Forster de Danzig para que actuara como oficial del CdZ en el territorio que se convertiría en el Reichsgau de Prusia Occidental el 26 de octubre.
- Asimismo, el expresidente del Senado de Danzig, Arthur Greiser, actuó como CdZ en la etapa preliminar del establecimiento del Reichsgau Posen el 2 de noviembre de 1939.
- También en 1939, el oficial de las SS Heinz Jost fue nombrado CdZ de la región ocupada de Zichenau, que estaba afiliada a la provincia de Prusia Oriental.

Después de la batalla de Francia, desde agosto de 1940, los funcionarios del CdZ fueron designados en aquellos territorios ocupados occidentales que todavía no estaban oficialmente anexados por el Tercer Reich:
- Elsass: Reichsstatthalter Robert Heinrich Wagner, Gauleiter nazi de Baden
- Lothringen (Lorena): Reichskommissar Josef Bürckel, Gauleiter de Saarpfalz (Westmark)
- Luxemburgo: Gustav Simon, Gauleiter de Koblenz-Trier (Moselland)

Más CdZ asumieron el cargo en la Campaña de los Balcanes de 1941:
- Territorios yugoslavos ocupados de Carintia y Carniola: Reichsstatthalter Friedrich Rainer, Gauleiter de Carintia
- Territorio ocupado de la Baja Estiria: Reichsstatthalter Siegfried Uiberreither, Gauleiter de Estiria

Después del inicio de la Operación Barbarroja en junio de 1941, se estableció un CdZ-Gebiet Bialystok bajo el mando de Erich Koch, Gauleiter de Prusia Oriental, en territorio polaco anteriormente ocupado por la Unión Soviética, que se convirtió en Bezirk Bialystok el 1 de agosto de 1941.